# Atractodes picipes
Atractodes picipes là một loài tò vò trong họ Ichneumonidae.